# Nanomarsupella xenophylla
Nanomarsupella xenophylla är en bladmossart som först beskrevs av Rudolf Mathias Schuster, och fick sitt nu gällande namn av Rudolf Mathias Schuster. Nanomarsupella xenophylla ingår i släktet Nanomarsupella och familjen Gymnomitriaceae. Inga underarter finns listade i Catalogue of Life.